# Операция Market Time

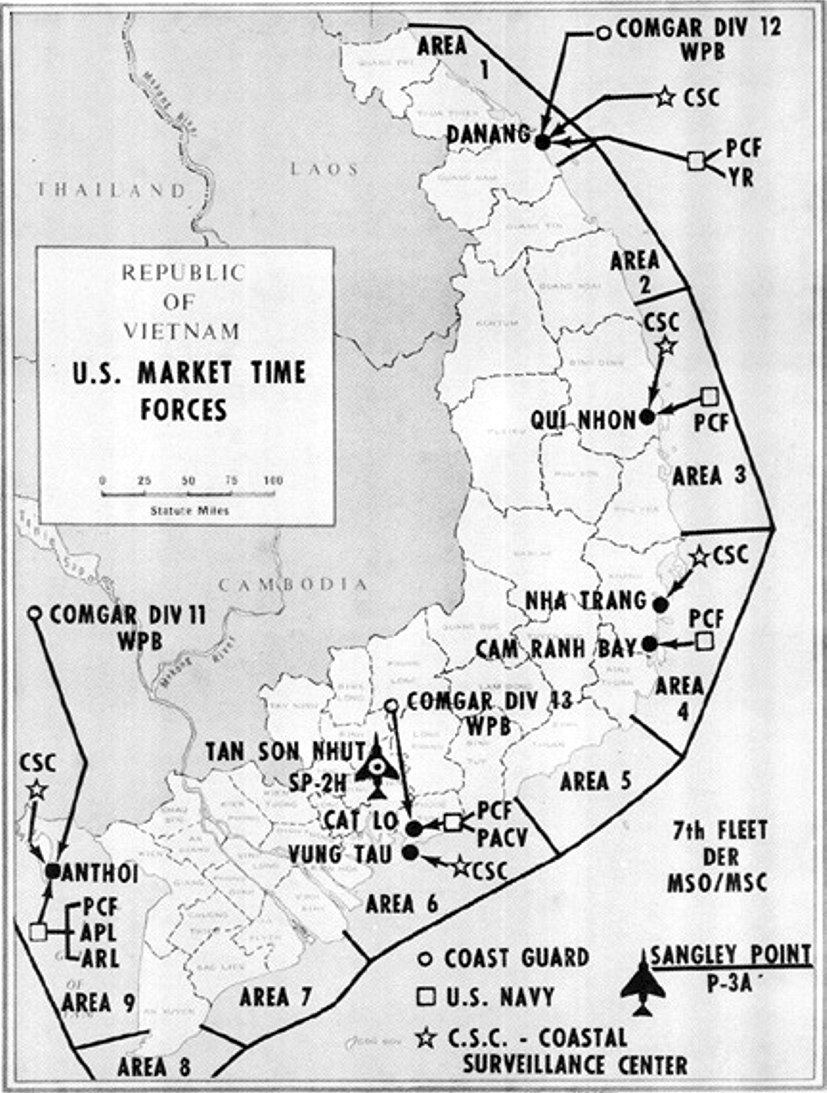
План Операции «Market Time»

Операция «Market Time» (англ. Operation Market Time) представляла собой крупномасштабную военно-морскую операцию, инициированную в 1965 году ВМС США совместно с ВМС Республики Вьетнам и Королевскими ВМС Австралии. Ее основной целью было пресечение морских, прибрежных и речных перевозок войск, военного снаряжения и припасов из Северного Вьетнама в южные регионы Южного Вьетнама в период Вьетнамской войны. В операции также активно участвовали Первая и Третья эскадрильи Береговой охраны США, которые действовали под общим командованием ВМС США. Береговая охрана использовала хорошо вооруженные  патрульные катера, а также более крупные суда, оснащенные 5-дюймовыми морскими орудиями, которые применялись как для прямого боя, так и для огневой поддержки.
Важную роль в операции играли эскортные корабли радиолакационного дозора, базировавшиеся на Гуаме и в Пёрл-Харборе. Эти суда, изначально построенные для конвойной службы во Второй мировой войне и позже модифицированные для задач дальнего раннего предупреждения (англ. Distant Early Warning, DEW) в Северной Атлантике, идеально подходили для длительного пребывания в море. Они обеспечивали защиту от проникновения вражеских траулеров, поддерживали патрульные катера (англ. Patrol Craft Fast, PCF), занимались спасением пилотов и инспекцией местных судов, таких как сампаны. На постоянной основе в море находились два или три таких корабля. Продолжительность их развертывания составляла семь месяцев, включая четырёх - или пятимесячный переход в Пёрл-Харбор. В перерывах между основными задачами эти корабли также участвовали в патрулировании обороны Тайваня (англ. United States Taiwan Defense Command), с остановками в Субике (англ. U.S. Naval Base Subic Bay) и Сасебо (англ. United States Fleet Activities Sasebo) для технического обслуживания и переоборудования.
Операция «Market Time» стала одной из шести ключевых операций ВМС США, запущенных после инцидента в Тонкинском заливе. Она проводилась параллельно с операциями «Sea Dragon», «Sealords», «Yankee Station», «PIRAZ» и морской артиллерийской поддержкой (англ. Naval gunfire support), формируя комплексный подход к блокаде северовьетнамских коммуникаций и усилению контроля над прибрежными водами Южного Вьетнама.

## Предпосылки операции
16 февраля 1965 года в бухте Вунг Ро, расположенной в северной провинции Кханьхоа, был перехвачен траулер, выгружавший оружие и боеприпасы. Этот инцидент стал первым документально подтвержденным свидетельством масштабной операции по снабжению Северного Вьетнама и вошел в историю как инцидент в бухте Вунг Ро (англ. Vũng Rô Bay incident). В ответ на угрозу Объединенный комитет начальников штабов США по просьбе генерала Уильяма Уэстморленда, командующего Командованием военной помощи Вьетнаму, инициировал проведение операции «Market Time». Ее целью стало установление морской блокады протяженного побережья Южного Вьетнама для предотвращения проникновения северовьетнамских траулеров, перевозивших оружие и снаряжение. Траулеры Северного Вьетнама, обычно длиной около 30 метров, представляли собой китайские прибрежные грузовые суда со стальным корпусом, способные перевозить несколько тонн оружия и боеприпасов. Эти суда не поднимали национальных флагов, что затрудняло их идентификацию, и маневрировали в Южно-Китайском море, дожидаясь наступления темноты для быстрого приближения к береговой линии Южного Вьетнама. В случае успеха они передавали грузы ожидавшим их силам Вьетконга или Народной армии Вьетнама.
Для реализации операции «Market Time» Береговая охрана США предоставила семнадцать катеров класса Point (англ. Point-class cutter), а ВМС США добавили около пятидесяти скоростных патрульных катеров (известных как Patrol Craft Fast), способных развивать скорость до 28 узлов. 16 апреля 1965 года министр ВМС США Пол Нитце (англ. Paul Nitze) официально обратился к Береговой охране с просьбой о поддержке операции. Уже 6 мая 1965 года семнадцать катеров класса Point были погружены на торговые суда в портах Нью-Йорка, Норфолка, Нового Орлеана, Галвестона, Сан-Педро, Сан-Франциско и Сиэтла для транспортировки на военно-морскую базу Субик-Бей на Филиппинах. Там каждый катер был оснащен 81-мм минометом и пятью пулеметами М2 для усиления боевых возможностей. Первая эскадра Береговой охраны была разделена на два дивизиона: Одиннадцатый дивизион (англ. Division Eleven) , состоявший из восьми катеров, и Двенадцатый дивизион (англ. Division Twelve), включавший девять катеров. Двенадцатый дивизион отправился в путь 15 июля 1965 года и прибыл в Дананг 20 июля, а Одиннадцатый дивизион вышел 20 июля и достиг Антхой (англ. An Thoi Naval Base) 31 июля. В начале 1966 года для усиления операции была сформирован Тринадцатый дивизион, базировавший в Вунгтау, в состав которой вошли еще девять катеров. Каждый катер, укомплектованный экипажем из одиннадцати человек, патрулировал в течение четырех дней, после чего два дня находился на корабле поддержки для отдыха и пополнения запасов. Все 26 катеров были переданы южновьетнамским экипажам в период с 16 мая 1969 года по 15 августа 1970 года.

## Техническое обеспечение операции

### Береговые центры наблюдения
Для координации действий по перехвату в прибрежной зоне были созданы Центры наблюдения за побережьем (англ. coastal surveillance centers, CSC) в ключевых точках: Дананге, Куинёне, Нячанге, Вунгтау и Антхое. Центры были укомплектованы вахтенными офицерами Военно-морских сил Республики Вьетнам и ВМС США. В случае получения сообщений о возможном обнаружении подозрительных судов с воздушных или водных средств, информация оперативно передавалась в центры наблюдения. На основе этих данных сотрудники центров направляли к месту происшествия соответствующие корабли и самолеты для дальнейшего расследования и перехвата.

### Корабли

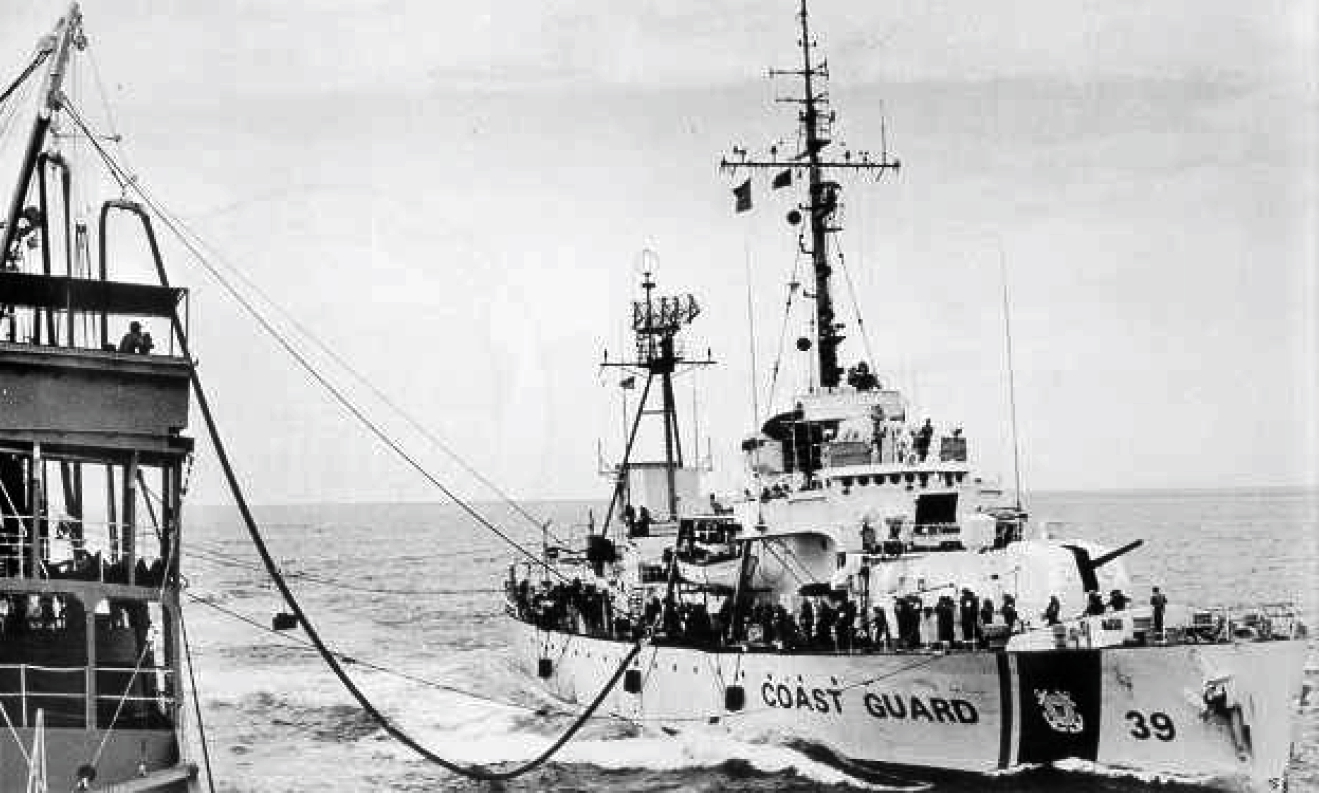
Корабли ВМС США во время проведения операции.

Цель операции «Market Time» заключалась в предотвращении проникновения коммунистических судов на побережье Южного Вьетнама, которые использовались для снабжения сил Национального фронта освобождения Южного Вьетнама и армии Северного Вьетнама. Официально стартовавшая 11 марта 1965 года, операция включала создание линии наблюдения из кораблей, растянувшейся на более чем 1000 миль (1600 км) вдоль побережья Южного Вьетнама. В операции были задействованы силы Береговой охраны США, ВМС США и ВМС Республики Вьетнам. Изначально операция находилась под контролем Вьетнамской патрульной группы (англ. Task Force 71), однако 31 июля 1965 года командование было передано командующему ВМС Вьетнама, а сама операция переименована в Оперативную группу 115. Первоначально планировалось закупить 54 скоростных катера Patrol Craft Fast для выполнения задач операции, но уже к сентябрю 1965 года их количество было увеличено до 84 единиц для обеспечения более тщательного контроля над побережьем.
Эти катера были разделены на пять дивизионов, каждый из которых отвечал за определённый участок побережья:
- Дивизион 101 в Антхой (совместно с 11-м дивизионом береговой охраны),
- Дивизион 102 в Дананге (с 12-м дивизионом береговой охраны),
- Дивизион 103 в Катло (с 13-м дивизионом береговой охраны),
- Дивизион 104 в бухте Камрань,
- Дивизион 105 в Куинён.[8]

Такое распределение сил позволяло эффективно контролировать ключевые участки побережья и оперативно реагировать на угрозы.
В операции «Market Time» принимали участие гидроавианосцы USS Currituck, USS Pine Island и USS Salisbury Sound в качестве флагмана.
Операция осуществлялась силами эскадрилий патрульных гидросамолетов Martin P-5 Marlin ВМС США, эсминцев, океанских тральщиков, скоростных катеров и судов береговой охраны Соединенных Штатов. Особую роль в пресечении вражеских операций сыграли патрульные канонерские лодки ВМС США (англ. Asheville-class gunboat). Эти суда удачно подходили для выполнения задач благодаря своей уникальной конструкции: они могли всего за несколько минут переключаться с стандартной дизельной силовой установки на газотурбинную (турбовальную). Легкие корпуса канонерских лодок, изготовленные из алюминия и стеклопластика, обеспечивали высокую скорость и маневренность, что дополнительно усиливалось использованием гребных винтов с переменным шагом. Большинство кораблей действовали в прибрежных водах, охватывая зону от границы с Камбоджей вдоль южной оконечности Вьетнама до северной части города Дананг. Для обеспечения операций использовались корабли снабжения из состава Сил обслуживания (англ. Service Force), включая нефтяные танкеры, которые доставляли не только топливо, но и почту, фильмы и другие необходимые грузы, поддерживая боевой дух и эффективность экипажей.
Одним из наиболее значимых эпизодов операции «Market Time»  стало событие, произошедшее 1 марта 1968 года, когда силы Северного Вьетнама предприняли попытку скоординированного проникновения на территорию Южного Вьетнама с использованием четырех траулеров, перевозивших оружие. В ходе ожесточенного артиллерийского боя корабли союзников уничтожили два из четырех траулеров. Экипаж третьего судна, чтобы избежать захвата, подорвал заряды на борту, потопив собственный корабль. Четвертый траулер, воспользовавшись хаосом, развернулся и на высокой скорости скрылся в водах Южно-Китайского моря. Особую роль в этой операции сыграл лейтенант Норм Кук (англ. Norm Cook), командир патрульного самолета VP-17 Lockheed P-2 Neptune, базировавшегося в бухте Камрань. Благодаря его действиям, включавшим обнаружение и преследование двух из четырех траулеров, операция завершилась успешно. За проявленные мужество и профессионализм лейтенант Кук был награжден Крестом отличия.
Среди множества судов, задействованных в операции «Market Time», особое внимание привлекает история USCGC Point Welcome. 11 августа 1966 года это судно стало жертвой трагического инцидента, известного как «дружественный огонь» (англ. Friendly fire). Несколько самолетов ВВС США по ошибке атаковали катер, приняв его за вражескую цель. В результате обстрела погибли два члена экипажа, включая командира судна, а почти все остальные находившиеся на борту получили ранения. Этот инцидент стал одним из самых мрачных эпизодов операции, подчеркнув сложность и опасность ведения боевых действий в условиях, где риск ошибочной идентификации был крайне высок.

### Самолеты

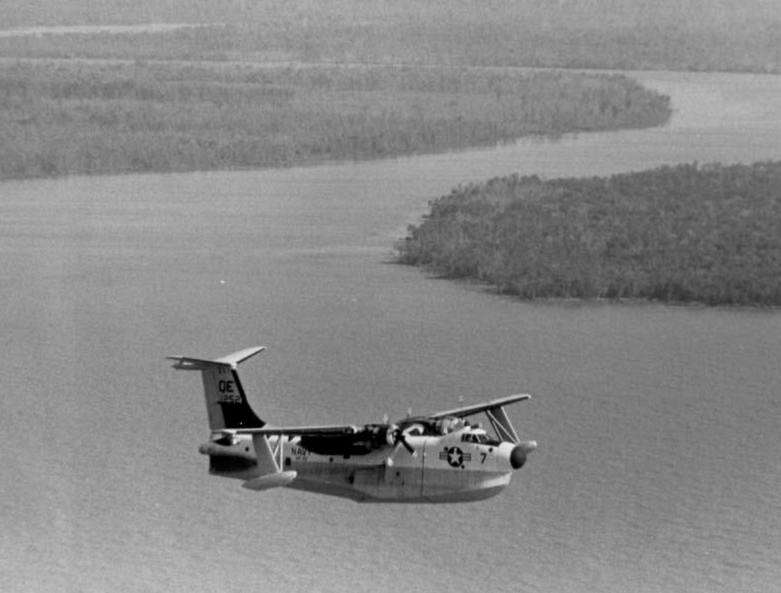
Патрульный самолёт Martin P5M Marlin во время проведения операции, 1965

В рамках операции использовались гидросамолеты SP-5B, а позже более современные P-2 Neptune и Lockheed P-3 Orion. Эти самолеты были оснащены ракетами класса «воздух-поверхность» Bullpup, что позволяло напрямую поражать вражеские суда. В обычных условиях перехват подозрительных кораблей, пересекавших 12-мильную прибрежную границу Южного Вьетнама, осуществляли надводные силы США и их союзников. Однако ключевую роль в операции играла авиация. Патрульные эскадрильи, базировавшиеся в Южном Вьетнаме, Таиланде и на Филиппинах, включали в себя подразделения VP-1, VP-2, VP-4, VP-6, VP-8, VP-9, VP-16, VP-17, VP-19, VP-22, VP-26, VP-28, VP-40, VP-42, VP-45, VP-46, VP-47, VP-48, VP-49 и VP-50. Эти эскадрильи обеспечивали постоянное наблюдение и оперативное реагирование на угрозы, что делало операцию Market Time эффективным инструментом контроля над прибрежными водами.
В ходе операции «Market Time» самолеты непрерывно патрулировали побережье протяженностью 1 200 миль (1 900 км), выполняя вылеты с баз, расположенных в различных точках региона: от Вьетнама (англ. Tan Son Nhut Air Base) до Филиппин (англ. Naval Station Sangley Point) и Таиланда (англ. U-Tapao Royal Thai Navy Airfield). Хотя миссии воздушной поддержки редко освещались в прессе, их роль в успехе операции была крайне важной. Самолеты могли быстро охватывать огромные водные пространства, отслеживая подозрительные суда, которые задерживались в международных водах, выжидая подходящего момента для прорыва к побережью.  К октябрю 1967 года задачи воздушного наблюдения были расширены. Теперь самолеты также контролировали транспортные маршруты, ведущие в Камбоджу и обратно. Это стало необходимым, поскольку было установлено, что через порт Сиануквиль поставлялись грузы в интересах армии Северного Вьетнама и Вьетконга, которые затем переправлялись к границе Южного Вьетнама на крупных конвойных грузовиках. Таким образом, воздушное патрулирование стало ключевым элементом в пресечении логистических операций противника.

## Итоги операции
Операциия «Market Time» , проводившаяся круглосуточно на протяжении восьми с половиной лет, существенно ограничила возможности Северного Вьетнама по доставке военных грузов в Южный Вьетнам морским путём. Однако оценка её общей эффективности остаётся сложной задачей из-за множества факторов. Хотя операцию нельзя назвать провальной, споры о её успехе продолжаются до сих пор. Согласно данным Группы по оценке операций ВМС, после начала операции Market Time лишь один из каждых двадцати траулеров смог достичь побережья Южного Вьетнама незамеченным. Это свидетельствует о значительном снижении эффективности морских поставок противника. Тем не менее, вопрос о том, насколько операция повлияла на общий ход войны, остаётся предметом дискуссий среди историков и военных экспертов. Некоторые подчёркивают её вклад в ограничение ресурсов противника, в то время как другие указывают на то, что Северный Вьетнам компенсировал эти потери за счёт усиления поставок по суше через тропу Хо Ши Мина. Таким образом, несмотря на локальные успехи, роль операции в стратегическом контексте войны остаётся неоднозначной.
Эта цифра, безусловно, внушает оптимизм, однако она не учитывает все возможные случаи, когда судам удавалось достичь берега, оставаясь незамеченными американской разведкой. Как и в случае с завышением числа убитых в рамках доктрины истощения, исследователи выражают опасения, что данные о количестве перехваченных судов и проведённых досмотров могли быть преувеличены солдатами и командирами на местах. Тем не менее, даже с учётом этих факторов, операция «Market Time» оказала значительное влияние на ограничение проникновения противника в Южный Вьетнам.
Только за 1966 год союзные войска обнаружили 807 946 плавсредств, визуально осмотрели 223 482 из них и провели досмотр на борту 181 482 судов. Кроме того, в ходе операции произошло 482 перестрелки, в результате которых было убито 161 солдат Вьетконга, а 177 взяты в плен. Потери союзников составили 21 погибшего и 97 раненых. Эти данные подчёркивают масштаб усилий, направленных на блокирование морских поставок, и демонстрируют, что операция сыграла важную роль в сдерживании противника, несмотря на возможные неточности в отчётах.
Исследование, проведённое корпорацией BDM, показало, что операция «Market Time» вынудила Вьетконг кардинально изменить свои логистические операции. Согласно данным компании, в начале 1966 года около 75 % вражеских поставок осуществлялось морским путём вдоль побережья Южного Вьетнама. Однако к началу 1967 года этот показатель сократился до 10 %, что свидетельствует о значительном успехе операции в ограничении морских перевозок противника. Такие изменения подчёркивают, что операция «Market Time» не только затруднила снабжение Вьетконга, но и заставила его искать альтернативные, менее эффективные маршруты, такие как тропа Хо Ши Мина. Это стало важным фактором в ослаблении стратегических возможностей противника в ходе войны.